# Londerzeel
Londerzeel es un municipio belga perteneciente a la provincia de Brabante Flamenco, en el arrondissement de Halle-Vilvoorde.
A 1 de enero de 2018 tiene 18 620 habitantes. Comprende tres deelgemeentes: Londerzeel, Malderen y Steenhuffel.
Se ubica junto a la carretera A12 a medio camino entre Bruselas y Amberes. Dista unos 10 km de Dendermonde en la línea ferroviaria que une Malinas con Gante.
En su término municipal se halla una de las sedes de la productora de televisión Studio 100. Londerzeel es el lugar de nacimiento del escritor belga Gerard Walschap.

## Demografía

### Evolución
Todos los datos históricos relativos al actual municipio, el siguiente gráfico refleja su evolución demográfica, incluyendo municipios después de efectuada la fusión el 1 de enero de 1977.
| Gráfica de evolución demográfica de Londerzeel entre 1846 y 2020 |
|                                                                  |